# العلاقات الفيجية القبرصية
العلاقات الفيجية القبرصية هي العلاقات الثنائية التي تجمع بين فيجي وقبرص.

## مقارنة بين البلدين
هذه مقارنة عامة ومرجعية للدولتين:
| وجه المقارنة                                              | فيجي                                                                 | قبرص                                                                 |
| --------------------------------------------------------- | -------------------------------------------------------------------- | -------------------------------------------------------------------- |
| المساحة (كم2)                                             | 18.27 ألف                                                            | 9.24 ألف                                                             |
| عدد السكان (نسمة)                                         | 915.30 ألف                                                           | 1.14 مليون                                                           |
| الكثافة السكانية (ن./كم²)                                 | 50.1                                                                 | 123.38                                                               |
| العاصمة                                                   | سوفا                                                                 | نيقوسيا                                                              |
| اللغة الرسمية                                             | لغة إنجليزية، اللغة الفيجية، اللغة الفيجي الهندية، اللغة الهندستانية | اليونانية الحديثة، اللغة التركية، لغة يونانية                        |
| العملة                                                    | دولار فيجي                                                           | يورو، جنيه قبرصي                                                     |
| الناتج المحلي الإجمالي (بليون دولار)                      | 5.06 مليار                                                           | 21.65 مليار                                                          |
| الناتج المحلي الإجمالي (تعادل القوة الشرائية) بليون دولار | 8.32 مليار                                                           | 26.73 مليار                                                          |
| الناتج المحلي الإجمالي الاسمي للفرد دولار أمريكي          | 4.96 ألف                                                             | 23.24 ألف                                                            |
| الناتج المحلي الإجمالي للفرد دولار أمريكي                 | 8.79 ألف                                                             | 30.24 ألف                                                            |
| مؤشر التنمية البشرية                                      | 0.727                                                                | 0.850                                                                |
| رمز المكالمات الدولي                                      | +679                                                                 | +357                                                                 |
| رمز الإنترنت                                              | .fj                                                                  | .cy                                                                  |
| المنطقة الزمنية                                           | ت ع م+12:00                                                          | ت ع م+02:00، ت ع م+03:00، توقيت شرق أوروبا، توقيت شرق أوروبا الصيفي ‏ |

## منظمات دولية مشتركة
يشترك البلدان في عضوية مجموعة من المنظمات الدولية، منها:
| علم المنظمة | اسم المنظمة                               | تاريخ انضمام فيجي | تاريخ انضمام قبرص |
| ----------- | ----------------------------------------- | ----------------- | ----------------- |
|             | مؤسسة التنمية الدولية                     | 29 سبتمبر 1972    | 2 مارس 1962       |
|             | المنظمة الهيدروغرافية الدولية             | ?                 | ?                 |
|             | يونسكو                                    | 14 يوليو 1983     | 6 فبراير 1961     |
|             | مؤسسة التمويل الدولية                     | 12 يوليو 1979     | 2 مارس 1962       |
|             | منظمة حظر الأسلحة الكيميائية              | ?                 | ?                 |
|             | الأمم المتحدة                             | 13 أكتوبر 1970    | 20 سبتمبر 1960    |
|             | الاتحاد الدولي للاتصالات                  | 5 مايو 1971       | 24 أبريل 1961     |
|             | منظمة الشرطة الجنائية الدولية             | ?                 | ?                 |
|             | البنك الدولي للإنشاء والتعمير             | 28 مايو 1971      | 21 ديسمبر 1961    |
|             | الاتحاد البريدي العالمي                   | ?                 | ?                 |
|             | المركز الدولي لتسوية المنازعات الاستشارية | 10 سبتمبر 1977    | 25 ديسمبر 1966    |
|             | وكالة ضمان الاستثمار متعدد الأطراف        | 24 سبتمبر 1990    | 12 أبريل 1988     |
|             | منظمة التجارة العالمية                    | ?                 | ?                 |

## وصلات خارجية
- موقع وزارة الخارجية الفيجية
- موقع وزارة الخارجية القبرصية